# Хогмаде
Хогмаде (нід. Hoogmade) — село у муніципалітеті Каг-ен-Брассем, у нідерландській провінції Південна Голландія. Основною галуззю економіки з давніх часів і дотепер є тваринництво.

## Розташування і транспорт
Село Хогмаде розташоване на південному заході муніципалітету, приблизно за 7 км на схід від Лейдена. Крізь село протікає річка Дус (Does), яка сполучає озера Брассемермер і Вейде-Аа із річкою Ауде-Рейн. Площа села становить 1,07 км², з яких 0,96 км² складає суходіл, а 0,10 км² — водна поверхня.
На північ від Хогмаде пролягає автострада А4 (Амстердам — Лейден — Гаага), на південь — регіональний автошлях N446, що сполучає більшість населених пунктів муніципалітету один з одним, а також із сусідніми муніципалітетами.
Через Хогмаде проходять два міжміські автобусні маршрути:
- № 182 (в один бік — на Алфен-ан-ден-Рейн, Арландервен, Тер-Ар, Ваубрюгге, в інший — на Лейдердорп і Лейден)[3].
- № 183 (в один бік — на Алфен-ан-ден-Рейн і Ваубрюгге, в інший — на Лейдердорп і Лейден)[4].

## Історія
Поселення Хогмаде виникло у Ранньому Середньовіччі і вперше згадується 1252 року. У 1255–1795 роках це був незалежний феодальний маєток (нід. heerlijkheid). Назва села походить, ймовірно, від особливостей його географічного розташування — у відносно високій (порівняно із сусідніми селами) та відкритій місцевості (hoog- означає укр. «високо-»).
У 1855 році село приєдналося до сусіднього муніципалітету Ваубрюгге і в такому статусі проіснувало до 1 січня 1991 року, коли громади Ваубрюгге, Рейнсатервауде і Леймейден об'єдналися в один муніципалітет Якобсвауде.
З 1 січня 2009 року Хогмаде входить до складу муніципалітету Каг-ен-Брассем.

## Демографія
Станом на 2012 рік в Хогмаде мешкало 1 465 осіб, з яких 750 чоловіків та 715 жінок. За віком населення розподіляється наступним чином:
- особи у віці до 15 років — 16%,
- особи у віці від 15 до 25 років — 12%,
- особи у віці від 25 до 45 років — 23%,
- особи у віці від 45 до 65 років — 32%,
- особи у віці старше 65 років — 17%.

З усіх мешканців близько 5% мають іноземне походження, з них близько 3% — європейці, і 2% — особи неєвропейського походження, з яких найбільшу етнічну групу складають суринамці.

## Пам'ятки
На території Хогмаде розташоване 15 національних пам'яток, серед яких:
- вітряки Doesmolen (бл. 1630 р.), Grosmolen (1640 р.), Kalkmolen (1684 р.), Hoogmadese molen (1897 р.), Dekkermolen (1911 р.) та Vlietmolen (1913 р.)
- реформатська церква, зведена 1729 року,
- вісім ферм XVII–XIX століть.

Також є чотири пам'ятки місцевого значення.

### Галерея

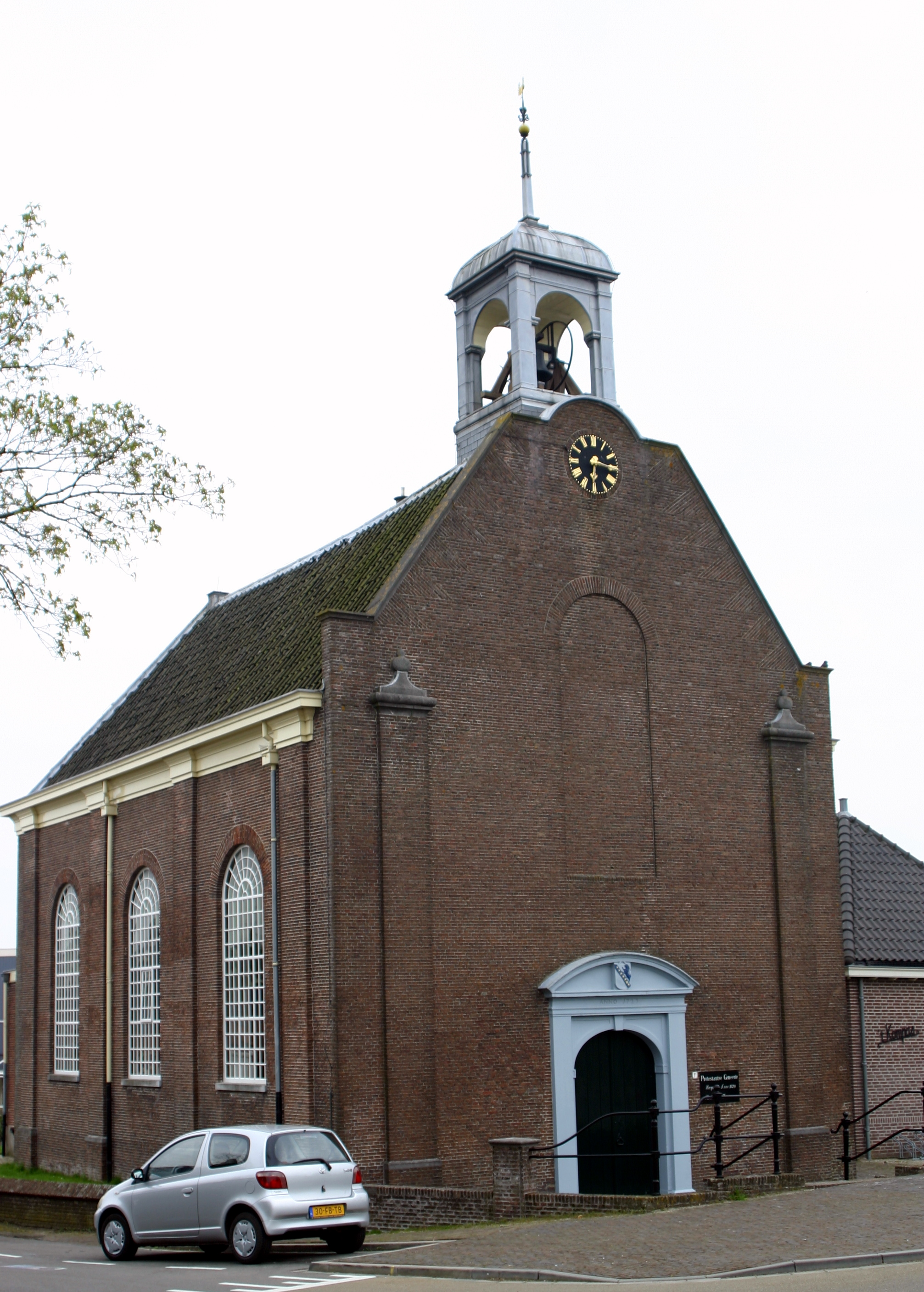
Церква
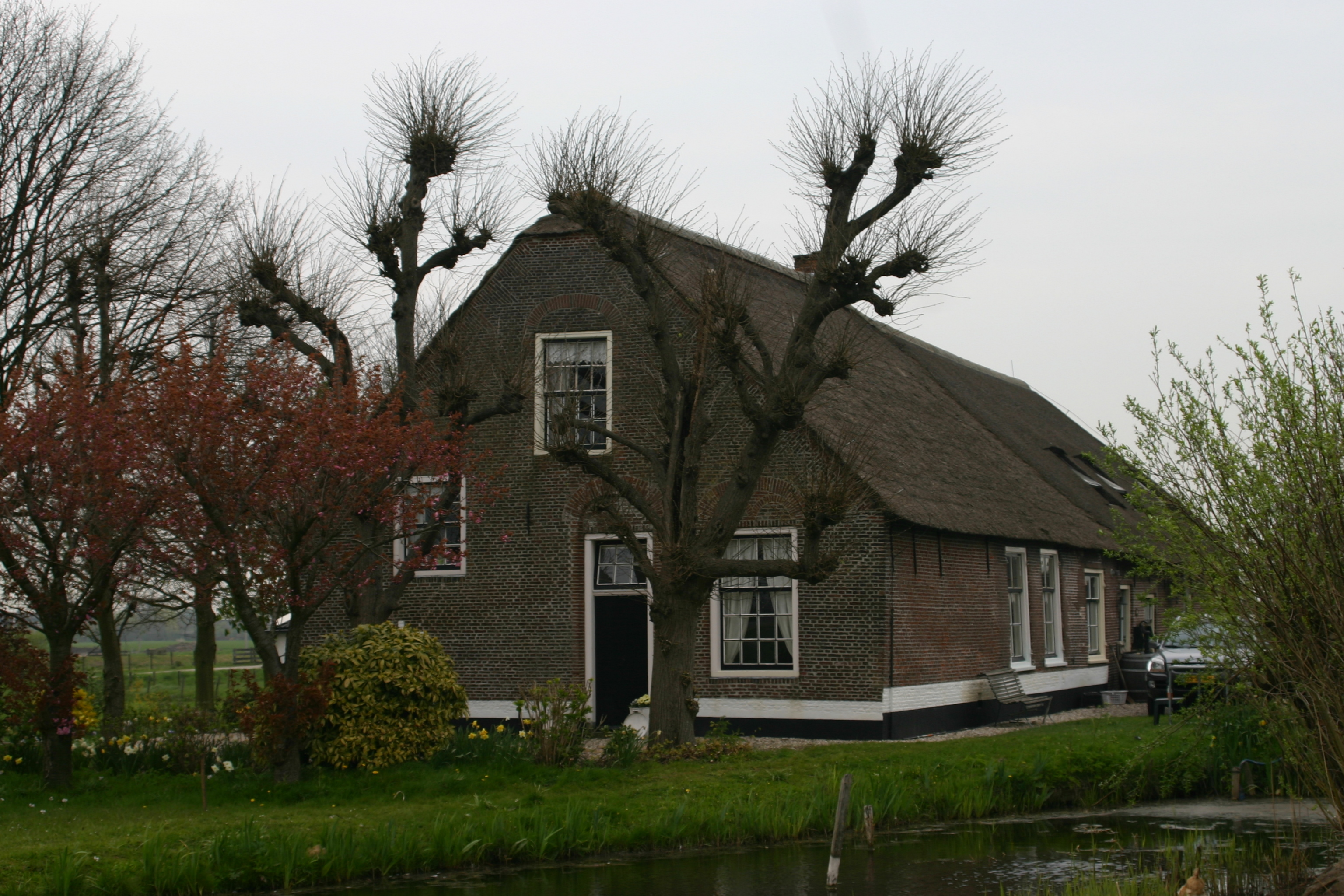
Ферма XVII століття
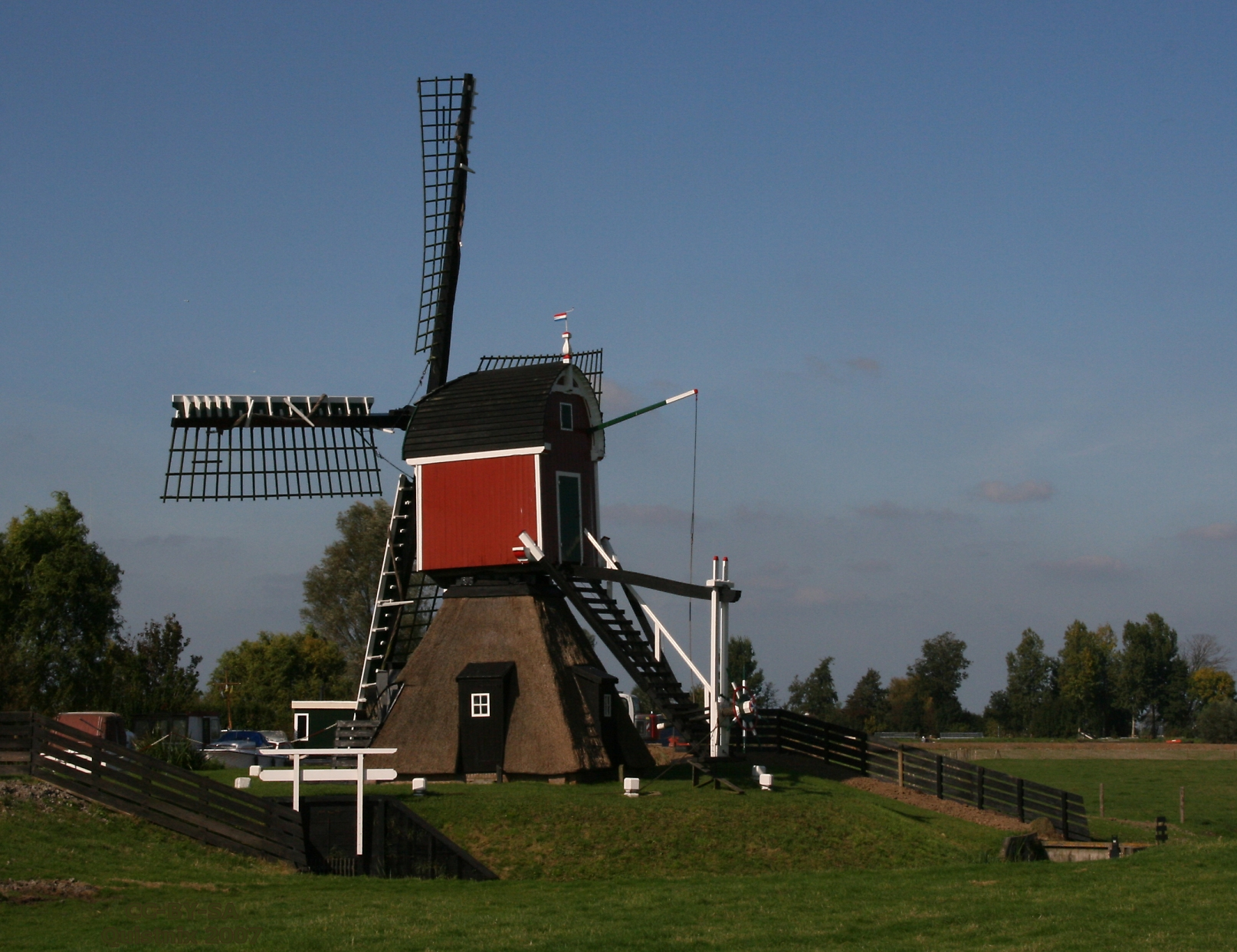
Вітряк Grosmolen
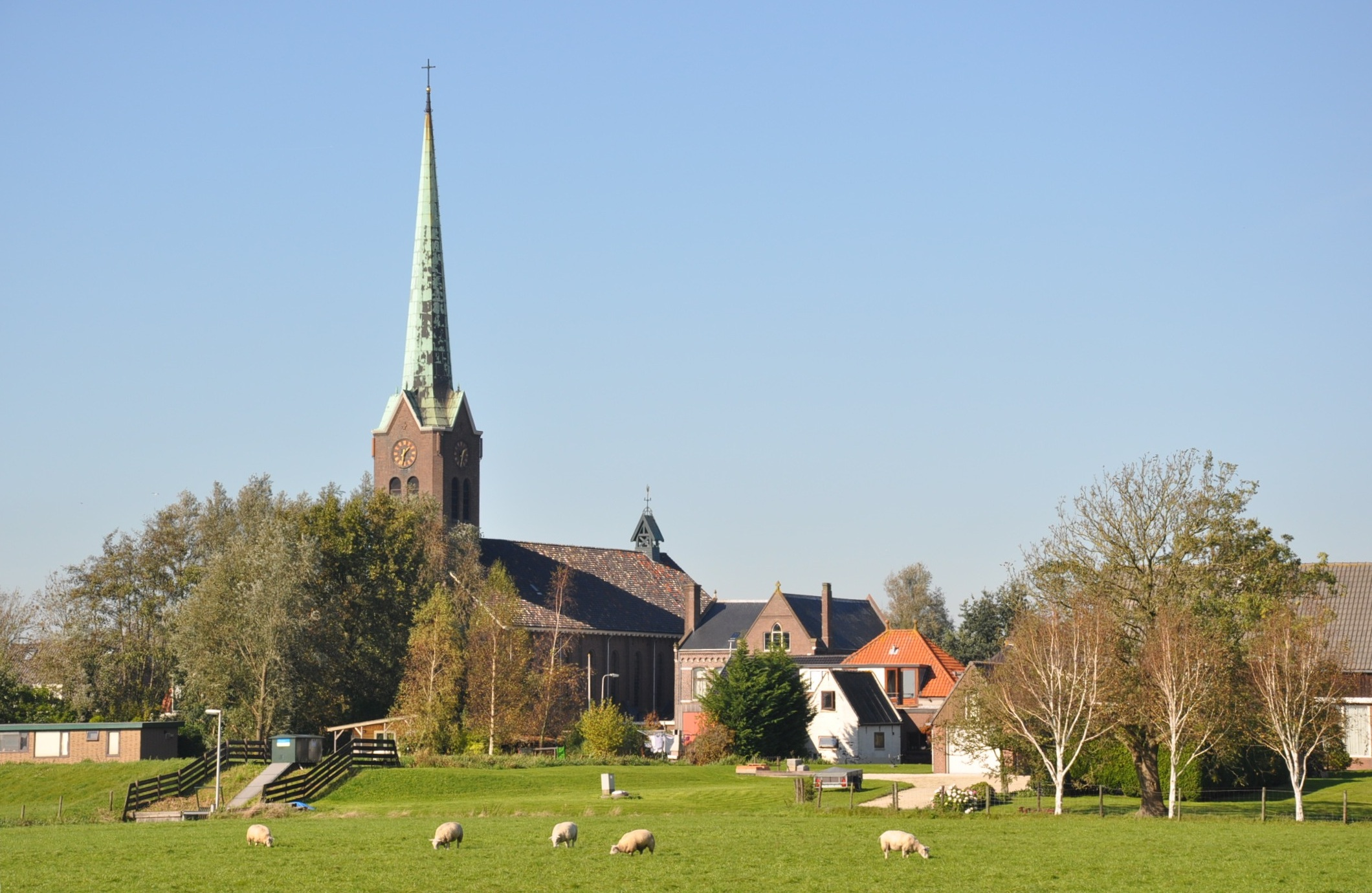
Вид села Хогмаде
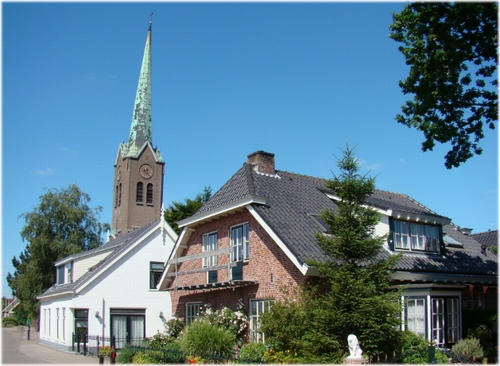
Центр села